# Костёл

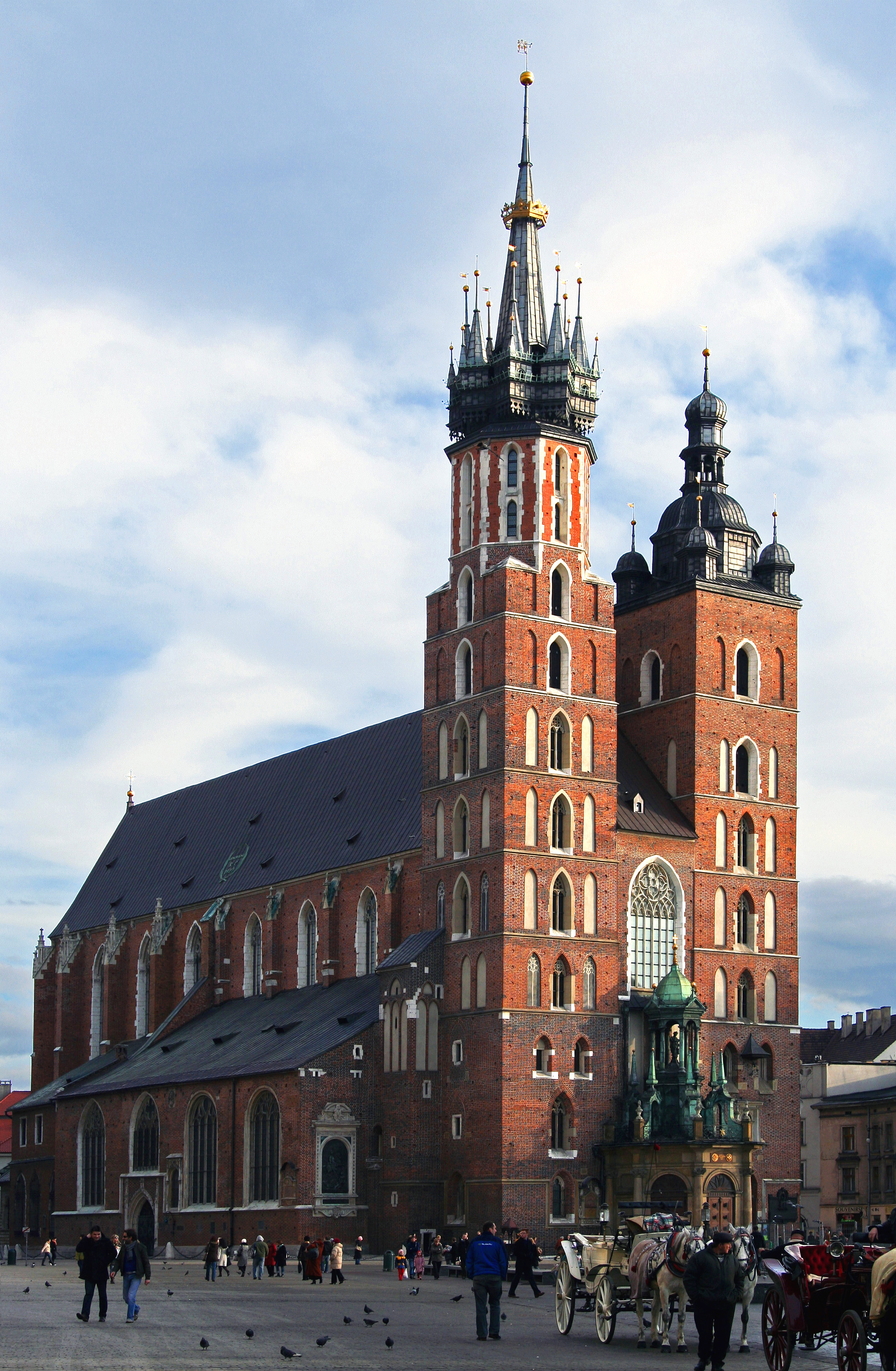
Мариацкий костёл в Кракове

Костёл (укр. костел, бел. касцёл, через пол. kościół, чеш. kostel, из нем. kastel — от лат. castellum «укрепление», потому что средневековые церкви укреплялись, как замки) — слово в русском, польском, украинском, белорусском, чешском, словацком и силезском языках, обозначающее католический храм. В польском языке это слово используется также для обозначения в более широком смысле христианской церкви как организации, при этом в польском, словацком, украинском и белорусском языках слово «костёл» не употребляется в отношении православных и грекокатолических храмов. В польском языке, в сочетании с соответствующим прилагательным, оно может обозначать церковные организации других конфессий. В чешском языке слово используется в отношении церквей всех христианских конфессий.
В связи с распространённостью в Польше католицизма в русскоязычных текстах слово употребляется как синоним польского католического храма. В текстах русских публицистов XIX века часто употребляется для обозначения Римско-католической церкви.
В нормативном словаре русского языка Ожегова слово «костёл» определяется как «польское название католического храма». Митрополит Римско-католической церкви Кондрусевич, ранее возглавлявший архиепархию Матери Божией с центром в Москве, неоднократно упоминал, что католические храмы в РФ следует называть «храмами», а не «костёлами».
Л. П. Крысин в своём «Толковом словаре иноязычных слов» определяет слово «костёл» как «католический храм (в Польше, Прибалтике и др.)».